# Ōita Stadium
Stadion Ōita lub Big Eye (Resonac Dome Ōita od nazwy sponsora) – wielofunkcyjny stadion położony w japońskim mieście Ōita. Spotkania domowe rozgrywa na nim klub J-League, Oita Trinita. Obiekt został zaprojektowany przez sławnego architekta Kishō Kurokawę, a wybudowany przez KT Group, Takenaka Corporation.

## Historia
Stadion został otwarty w 2001 roku. Posiada 43 000 miejsc siedzących. Obiekt ma rozsuwającą się kopułę. Rozegrane zostały na nim trzy mecze Mistrzostw Świata 2002:
Mecze fazy grupowej:
- 10 czerwca:  Tunezja 1:1 Belgia
- 13 czerwca:  Włochy 1:1 Meksyk

Mecz 1/8 finału:
- 16 czerwca:  Szwecja 1:2 Senegal

## Szczegóły
- Nazwa: Stadion Ōita
- Pojemność: 43 000
- Gospodarz: Oita Trinita
- Ukończenie budowy: marzec 2001
- Miejsce: Oita, Japonia
- Powierzchnia stadionu: 51 830 m²
- Całkowity obszar:(teren otwarty) 92 882 m²